# Rio Brumado
O rio Brumado é um curso de água que banha o estado da Bahia. Nasce na serra das Almas, sendo um servidor do rio de Contas e um de seus afluentes é o rio do Antônio.
Sua primitiva denominação era rio de Contas Pequeno, como foi designado pelos primeiros desbravadores do sertão baiano.

## História
O rio Brumado ganha importância econômica ainda no Brasil Colônia, quando o bandeirante Sebastião Pinheiro Raposo encontrara jazidas auríferas em suas margens à altura de onde hoje está a cidade de Rio de Contas. A exploração do ouro de aluvião levou ao rápido desenvolvimento da cidade de Livramento de Nossa Senhora, emancipada em 1724 e posteriormente da própria Rio de Contas, para onde se transferiu, em 1746, a sede municipal.
Já em 1721, Miguel Pereira da Costa apresentara o relatório que influenciou o vice-rei Vasco Fernandes César de Meneses, Conde de Sabugosa, a instalar a vila.
As paragens de Livramento, onde o Brumado despenca numa bela cachoeira, renderam relatos que datam desde o Roteiro de Quaresma e Delgado, passando por Spix e Martius, Durval Vieira de Aguiar e Teodoro Fernandes Sampaio (em 1879 e 1880, respectivamente).
Cerca de dez anos depois da passagem deste último, em 1899, a violenta estiagem que vitimou o Nordeste provocou a seca completa do rio Brumado, o que veio a ocorrer novamente em 1939, fazendo cessar a imensa queda d'água que se vislumbra da cidade de Livramento.
Por volta de 1928, o agrônono Vale Cabral, no governo Vital Soares, efetuou um levantamento do potencial econômico do curso d'água, sugerindo a implantação de indústrias e irrigação a partir da cachoeira de Livramento. Isto somente viria a ocorrer muito tempo depois.

### Perenização
Durante a Ditadura Militar foi decidida a implantação, pelo DNOCS, de um projeto de irrigação no Vale do Rio de Contas. O Decreto 77.495 de 28 de abril de 1976 declarou de utilidade pública mais de 8 mil hectares - uma decisão que não considerou as demandas locais e originou uma série de contestações entre os proprietários e no meio político, que fizeram o projeto inicial levar em torno de trinta anos para se concretizar.
Foi então construída a barragem, e implantado o projeto de irrigação em Livramento de Nossa Senhora, hoje um pólo fruticultor importante, especialmente na produção de manga. Entretanto, a partir da barragem, situada na cidade de Rio de Contas, e em função da irrigação dos quase mil lotes em que foi dividida a área irrigada, o leito do rio segue intermitente e poluído.
Com o nome de Barragem Luiz Vieira, seu represamento deu lugar ao Açude Brumado. As primeiras escavações tiveram início em 1967, e a barragem de contenção foi iniciada em 1977 e concluída somente dez anos depois, em 1987.